# Idaea fuerteventurensis
Idaea fuerteventurensis är en fjärilsart som beskrevs av Rudolf Pinker 1974. Idaea fuerteventurensis ingår i släktet Idaea och familjen mätare. Inga underarter finns listade i Catalogue of Life.